# Споменик Радоју Раки Љутовцу на Метином брду
43° 59′ 54″ С; 20° 55′ 30″ И / 43.9983654° С; 20.9250059° И
Споменик Радоју Раки Љутовцу на Метином брду у Крагујевцу подигнут је 1996. године у знак сећања на догађај из Првог светског рата, када је редов артиљеријског пука Радоје Рака Љутовац са тог места, током узбуне 30. септембра 1915, топовском гранатом оборио непријатељски авион. Сматра се да је тада први пут у историји светског ратовања оборен авион артиљеријском ватром са земље. Споменик су подигли Војска Југославије и Град Крагујевац.

## О споменику
Споменик Радоју Раки Љутовцу на Метином брду подигли су 1996. године Војска Југославије и Град Крагујевац. Представља мали противпешадијски топ из Првог светског рата на масивном, правоугаоном бетонском постаменту. На широј страни постамента, на бронзаној плочи, у рељефу је приказан лик  славног артиљерца, са пропратним текстом.
Споменик је био оштећен током једног вандалског напада, па је Завод за заштиту споменика културе Крагујевца 2023. године извршио је радове на његовој санацији и рестаурацији.

## Радоје Рака Љутовац
Радоје Љутовац (1887 – 1968) био је српски артиљерац, редов артиљеријског пука „Танаско Рајић” који је био задужен за одбрану Војно техничког завода у Крагујевцу. Борио се као артиљерац и у балканским ратовима. У Првом светском рату борио се већ од 1914. године, а наредне године распоређен је у допунски батаљон артиљеријског пука „Танаско Рајић”, где је доспео у специјалну јединицу – новоформирану Противавионску батерију, која се налазила на Метином брду изнад Крагујевца. У историји светских ратова остао је упамћен као први војник тобџија који је оборио непријатељски авион.
За овај подвиг Радоје Љутовац одликован је Карађорђевом звездом са мачевима и ванредно унапређен је у чин каплара. Касније, на Солунском фронту, унапређен је у чин наредника. У јесен 1918. године учествовао је у пробоју Солунског фронта. По завршетку рата у родном Трстенику отворио трговинску радњу мешовите робе.
Љутовац се данас слави као родоначелник српске противваздушне одбране, а дан кад је оборио авион узет је за Дан рода Артиљеријско-ракетних јединица за противваздухопловна дејства Војске Србије.

## Обарање непријатељског авиона
Пук „Танаско Рајић” је био задужен за одбрану Војно техничког завода у Крагујевцу. За против-ваздушну одбрану су искориштени заробљени турски топови из Првог балканског рата који су постављени на Метино брдо, на посебне платформе са којих су могли да пуцају на циљеве у ваздуху. У јутро 30. септембра 1915. у Крагујевцу је подигнута узбуна, пошто је примећено да из Лапова ка граду лете три немачка авиона. Све до Крагујевца, војници су безуспешно покушавали да их оборе, пуцајући из пушака и митраљеза. Авиони су током акције избацили 45 бомби, које су тешко оштетиле Војнотехнички завод, железничку станицу, а падале су и на сам град. Радоје Љутовац се, по наређењу командира, налазио крај топа. То је био стари, модификовани турски топ, заробљен 1912. године. Испалио је једну гранату и тим првим хицем погодио командни авион марке Ферман. Авион се срушио у центар града, у Улицу престолонаследника Петра, поред куће угледног крагујевчанина Обрена Јанковића.
Командир му је дао коња, на ком је Љутовац одјахао у град, где је потражио оборени авион. Када га је нашао, српски тобџија је прво одао почаст погинулим члановима посаде, немачком пилоту, капетану Фон Шиферу и војнику, официрском приправнику Отону Кришу.
- Детаљи споменика